# Kronfågel
Kronfågel Holding AB er en svensk producent af kyllingekød og kyllingeprodukter. Kronfågel har siden 2013 været en del af Scandi Standard. Danske Danpo er et datterselskab til Kronfågel.
I november 2022 havde Kronfågel aftaler med 39 gårde om opdræt af kyllinger.

## Varemærker
- Kronfågel
- Kronfågel ekologisk Bosarpkyckling
- Kronfågel Sol&Sprätt utomhuskyckling
- Kronfågel Stinas
- Ivars